# Talsperre Casa de Piedra
Die Talsperre Casa de Piedra (spanisch Represa Casa de Piedra bzw. Dique Casa de Piedra) ist eine Talsperre mit Wasserkraftwerk in Argentinien. Sie staut den Río Colorado, der an dieser Stelle die Grenze zwischen den Provinzen La Pampa und Río Negro bildet, zu einem Stausee auf. Die Talsperre und das zugehörige Wasserkraftwerk werden auch als Wasserkraftwerkskomplex Casa de Piedra (span. Complejo hidroeléctrico Casa de Piedra) bezeichnet.
Die Talsperre dient der Wasserversorgung sowie der Stromerzeugung. Mit ihrem Bau wurde im Oktober 1984 begonnen. Sie wurde im September 1993 fertiggestellt. Die Talsperre und das Wasserkraftwerk sind in Staatsbesitz (Prov. Bs. As., La Pampa y Río Negro).

## Absperrbauwerk
Das Absperrbauwerk ist ein Schüttdamm mit einer Höhe von 45 m über dem Flussbett. Die Dammkrone liegt auf einer Höhe von 287,2 m über dem Meeresspiegel. Die Länge der Dammkrone beträgt 10.781 m, ihre Breite an der Krone 10 m. Das Volumen des Absperrbauwerks liegt bei 12,55 Mio. m³. Der Staudamm verfügt über eine Hochwasserentlastung, über die maximal 3081 m³/s abgeleitet werden können.

## Stausee
Das normale Stauziel liegt zwischen 275 und 283 m. Bei einem Stauziel von 283 m erstreckt sich der Stausee über eine Fläche von rund 347,71 km² und fasst 3,55 Mrd. m³ Wasser. Das maximale Stauziel beträgt 285,5 m, das minimale 265 m.

## Kraftwerk
Das Maschinenhaus des Kraftwerks befindet sich am Fuß der Talsperre auf der rechten Seite. Die installierte Leistung beträgt 60 MW. Die durchschnittliche Jahreserzeugung wird mit 240 (bzw. 297) Mio. kWh angegeben. Das Kraftwerk ging im August 1996 in Betrieb.
Die zwei Francis-Turbinen leisten jeweils maximal 30 MW. Die Nenndrehzahl der Turbinen beträgt 157,9 min−1. Die Fallhöhe liegt zwischen 30 und 40 m. Der Durchfluss beträgt 90 m³/s (maximal 185, minimal 50 m³/s).